# Aaron Banks
Aaron Banks (Alameda, 3 settembre 1997) è un giocatore di football americano statunitense che milita nel ruolo di offensive guard per i Green Bay Packers della National Football League (NFL).

## Carriera

### San Francisco 49ers
Banks al college giocò a football a Notre Dame. Fu scelto nel corso del secondo giro (48º assoluto) nel Draft NFL 2021 dai San Francisco 49ers. Nella sua stagione da rookie disputò 9 partite, nessuna delle quali come titolare.

## Palmarès
- National Football Conference Championship: 1

San Francisco 49ers: 2023